# Côte Bleue
Koordinaten: 43° 0′ N, 5° 0′ O
Die Côte Bleue (deutsch Blaue Küste) ist ein 25 Kilometer langer Abschnitt der französischen Mittelmeerküste. Sie befindet sich westlich von Marseille und erstreckt sich bis zur Mündung des Étang de Berre ins Mittelmeer. Die Côte Bleue befindet sich im Département Bouches-du-Rhône in der Region Provence-Alpes-Côte d’Azur.
Von Osten (Marseille) aus umfasst sie die Gemeinden Le Rove, Ensuès-la-Redonne, Carry-le-Rouet, Sausset-les-Pins und Martigues. Am westlichen Ende geht der Küstenabschnitt in den Golf von Fos über. Der Name leitet sich von dem tiefblauen Wasser an dieser Stelle des Mittelmeers ab. Direkt an der Küste beginnt die Hügelkette Chaîne de l’Estaque. Zwischen dem Marseiller Stadtteil L’Estaque und Carry-le-Rouet existiert keine Küstenstraße, nur die im frühen 20. Jahrhundert entstandene Bahnstrecke Miramas–L’Estaque (französisch Ligne de la Côte Bleue).

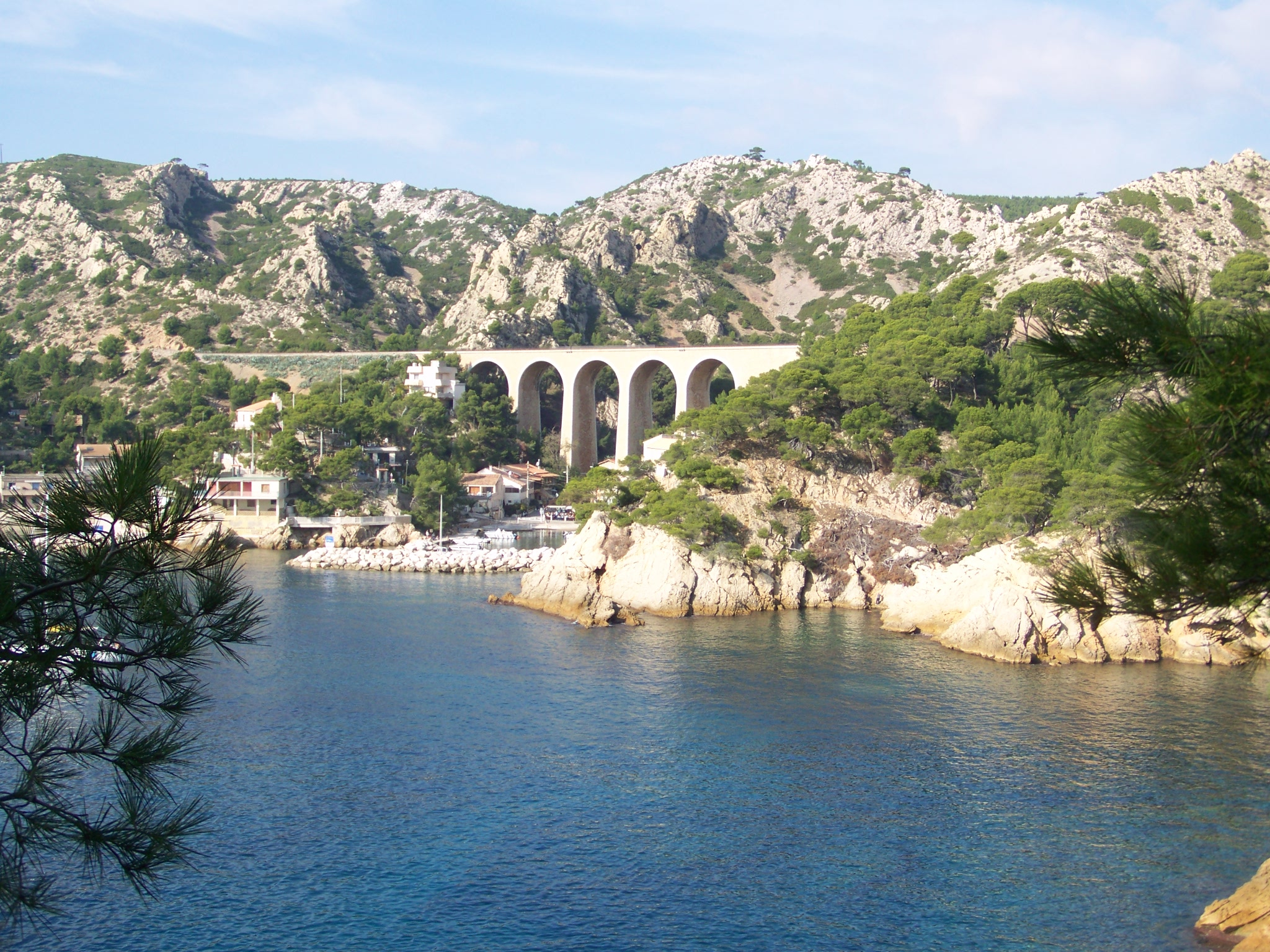
Der Hafen Grand-Méjean (Ensuès-la-Redonne) mit dem Eisenbahnviadukt der Ligne de la Côte Bleue
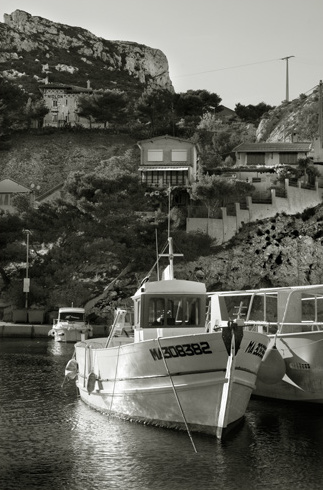
Der Hafen von Niolon
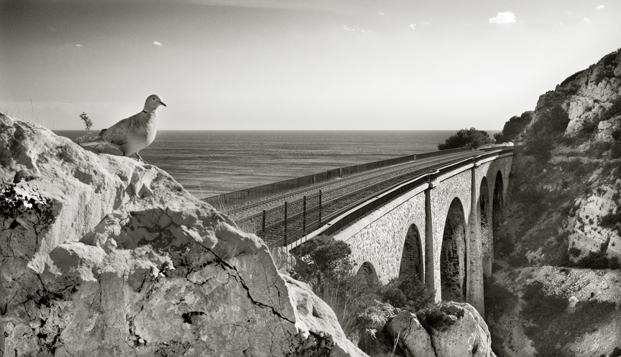
Niolon, Richtung Küste
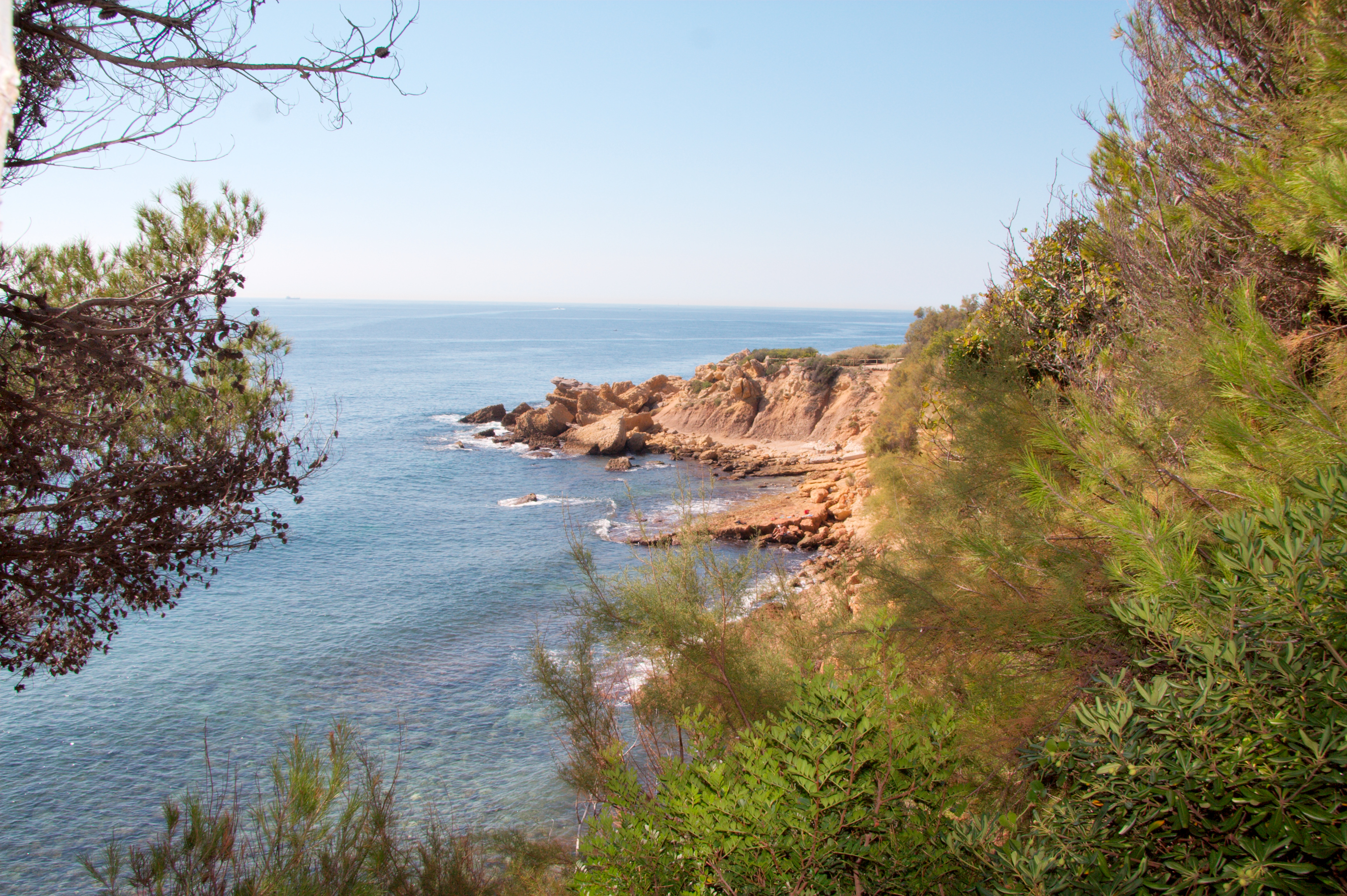
Blick Richtung Carry-le-Rouet
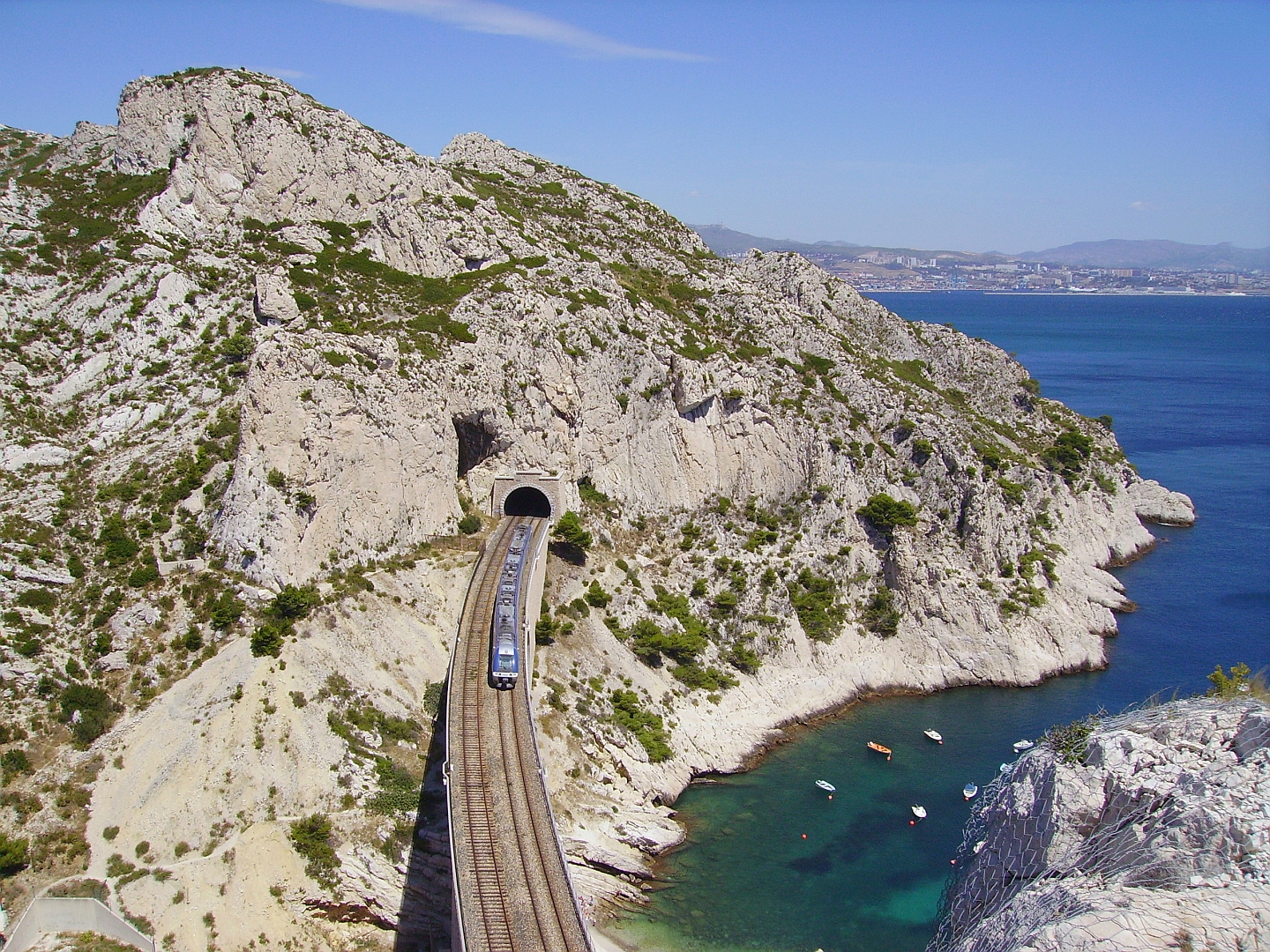
Die Calanque La Vesse mit dem Eisenbahnviadukt (Bahnstrecke Miramas–L’Estaque)
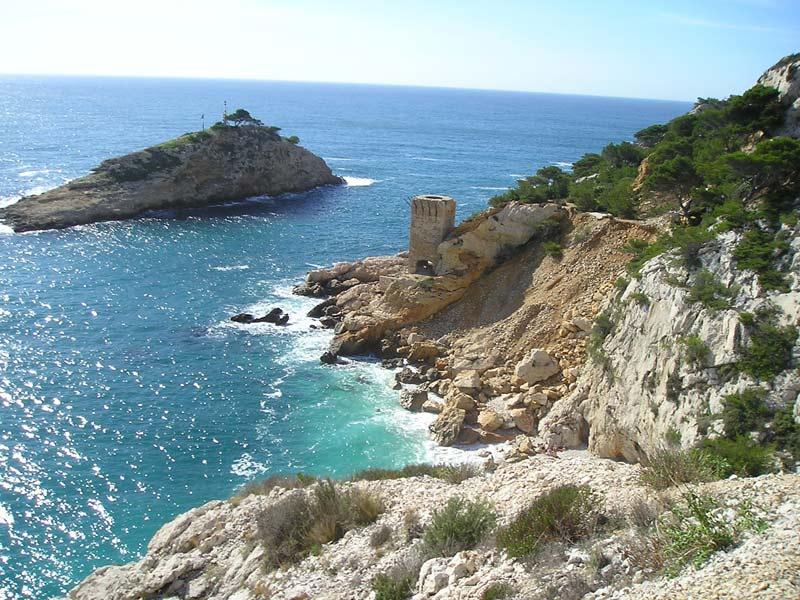
Die Bucht von Érevine, Blick von Niolon